# Океан (мифология)
Океа́н (др.-греч. Ὠκεανός) — в древнегреческой мифологии божество, титан, стихия величайшей мировой реки, омывающей (окружающей) землю и море, дающей начало всем рекам, источникам, морским течениям; приюта солнца, луны и звёзд. Сын Урана и Геи, муж своей сестры Тефии, и отец всех речных богов и океанид.

## Этимология
По словам Мартина Личфилда Уэста, этимология слова др.-греч. Ὠκεανός неясна и не находит подтверждений происхождения в древнегреческом языке. В то же время нет убедительных вариантов заимствований слова из других языков. Некоторыми учёными было предложено семитское происхождение слова. Роберт Бекес указывает на догреческое неиндоевропейское происхождение.

## В мифологии
У Гомера Океан — не только бог, но первоначало всего сущего, Океан — «предок богов», именно от него «всё происходит».

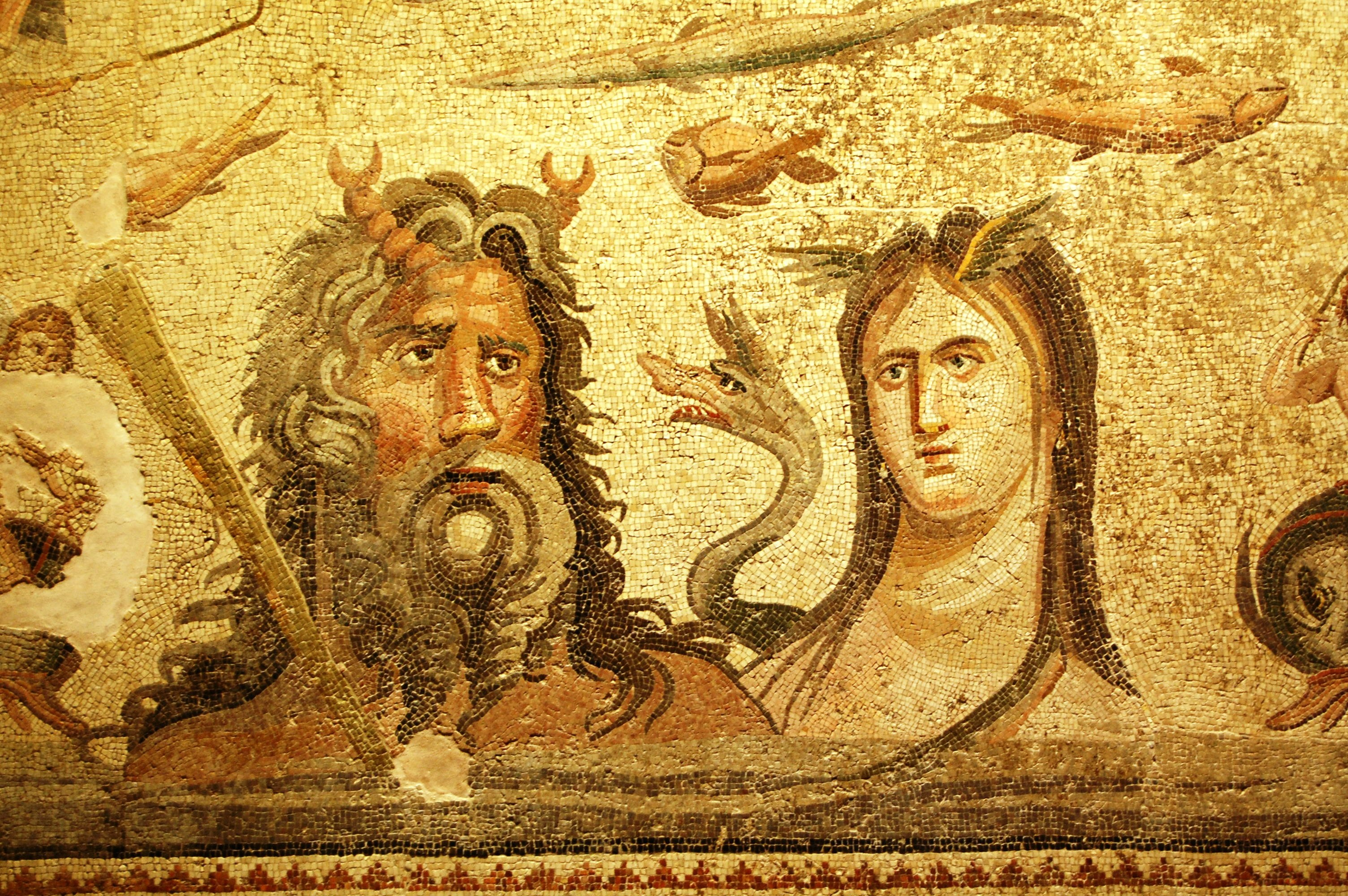
Океан и Тефида

У Гесиода Океан — старший из титанов, сын Урана и Геи (то есть Неба и Земли), брат Крона, Гипериона и Реи, брат и супруг Тефиды, с которой он породил три тысячи дочерей — океанид и столько же сыновей — речных потоков (древнегреческие речные боги).
Океан не участвовал в нападении титанов на отца и в битве титанов против Зевса и потому сохранил своё высокое положение.
По Аполлодору, он — отец первой супруги Зевса, Метиды. Известен своим миролюбием и добротой, так, например у Эсхила в «Прометее прикованном» (смотри ниже) он безуспешно пытался примирить Прометея с Зевсом. Боги почитают Океана как престарелого родителя, заботятся о нём, хотя он живёт в уединении.
На крайнем западе Океан омывает границу между миром жизни и смерти, там находится вход в подземное царство
У его вод был рождён конь Пегас. Эсхил называет Океана обладателем крылатого коня.
Также, по некоторым версиям, детьми Океана являются Триптолем и Керкопы (последние — от Тейи, его собственной дочери, или же сестры-титаниды), а также, по Эпимениду — Стикс, мать Ехидны. По варианту, он отец нимфы Калипсо.
Изображение Океана окаймляет щит, сделанный Гефестом для Ахилла.
Ему посвящён LXXXIII орфический гимн. Действующее лицо трагедии Эсхила «Прикованный Прометей». Андрон Галикарнасский называл жёнами Океана Парфенопу и Помфолигу.
Отмечают, что в отличие от Посейдона в древнегреческой мифологии Океан так и не приобретает законченного образа.

## Дети
- Климена
- Амалфея
- Амфитрита
- Немесида
- Метида
- Тюхе
- Филира
- Эфра
- Плейона
- Евринома
- Асия
- Хрисеида
- Пейто
- Рода
- Плуто
- Гесиона
- Дорида
- Клития
- Каллироя
- Энипей
- Телеста
- Идия
- Перибея
- Акаста
- Волви
- Кето
- Зеуксо
- Термес
- Симеф
- Филлид
- Кидн
- Кладей
- Кремет
- Клитумн
- Кефисс
- Каистр
- Исмен
- Герм
- Гидасп
- Гебр
- Галиакмон
- Греник
- Борисфен
- Бафир
- Брикон
- Гелиссон[лит.]
- Эрасин
- Асканий
- Апидан
- Анаур
- Анигр
- Анап
- Амнис
- Фазис
- Окироя
- Альмон
- Галаксаура
- Гиппо
- Астероидея
- Бероя
- Клития
- Корифа
- Додона
- Эвагореис
- Эудорэ
- Эван
- Эвпаратес
- Гандж
- Пактолия
- Серза
- Амхиро или Ампхиро
- Плаксура
- Тоэ
- Ланире
- Арндж
- Ксанфа
- Милоборисс